# Железная пята (роман)
«Железная пята» (англ. The Iron Heel) — роман-антиутопия американского писателя Джека Лондона. Выпущен в свет в 1908 году издательством «Макмиллан».
По сюжету, роман представляет собой автобиографическую рукопись американской революционерки XX века Эвис Эвергард, найденную лишь в XXVII веке, в эру Братства Людей. Предисловие и все примечания написаны корреспондентом XXVII века, нашедшим рукопись. Основной текст написан от лица Эвис Эвергард. Своеобразным дополнением является рассказ "Любопытный отрывок" (1908), описывающий жизнь рабов в олигархической Америке XXVI века.

## Сюжет
Эвис Каннингем, дочь известного физика, знакомится с Эрнестом Эвергардом, социалистом. За обедом он подвергает критике всю систему современного общества, обвиняя его в эксплуатации труда. Эвис не соглашается, тогда Эрнест приводит ей пример Джексона — рабочего, потерявшего руку на заводе из-за добросовестности, и выкинутого хозяевами на улицу. Это побуждает Эвис заняться исследованием жизни рабочих. Результаты столь ужасающи, что она проникается взглядами Эрнеста.
Эрнеста приглашают в клуб местные воротилы, чтобы он выступил там с речью. Они думают выставить его на посмешище, но он логикой и фактами показал им, что переход власти к социалистам неизбежен. На это был получен ответ: «Всё это так, но сейчас власть в наших руках. Силой этой власти мы удержим власть. Если вы протянете руки к нашим богатствам мы их оторвём. В громе пушек и пулемётов вы услышите наш ответ».
Эвис влюбляется в Эрнеста, но заправилам не нравится связь дочери известного физика с социалистом. Её отцу предлагают возглавить грандиозный институт. Он отвечает отказом, и пишет книгу о рабочем классе. Книгу отказываются печатать, а вскоре у семьи отбирают дом и все акции. Одновременно с этим епископ Морхауз, друг Каннингемов, также просвещенный Эрнестом, обращается к прихожанам с проповедью социального равенства. Его объявляют больным и отправляют в сумасшедший дом.
Эвис и Эрнест женятся. Эрнеста избирают в Конгресс от социалистической партии.
Тем временем в стране происходит окончательная гибель мелких предприятий. Они поглощаются трестами, управляемыми олигархами. В поисках прибылей они выходят на внешние рынки, где сталкиваются с конкуренцией Германии, где происходят такие же события в экономике. Борьба за рынки сбыта приводит к войне. Рабочие во всех странах организуют всеобщую забастовку, в результате заключается мир. В Германии социалисты свергают кайзера и приходят к власти. В США напротив, усиливается власть олигархов. Эрнест называет их власть Железной пятой.
Доведенные до отчаяния разорившиеся фермеры поднимают восстание. Восстание жестоко подавляется армией, которая к тому времени превращается в орудие Железной пяты. Тем временем олигархи подкупают влиятельные профсоюзы. Увеличивается зарплата и сокращается рабочий день у высококвалифицированных рабочих. В привилегированное положение попадают работники связи, транспорта, машиностроения, ВПК. Им также предоставляют удобное жилье, лучшее медицинское обслуживание, их детям — лучшие школы. В то же время у прочих работников снижается зарплата, возрастает рабочий день, отменяется обязательное образование. Большинство рабочих селят просто в бараках, где исчезает само понятие культуры. Вместо зарплаты низкоквалифицированным рабочим выдают пайки, а труд становится обязательным.
Отец Эвис бесследно исчезает. Епископ Морхауз притворяется «выздоровевшим» и выходит из сумасшедшего дома. В тайне от всех он распродает своё имущество и тратит деньги на благотворительность, а после исчезает и скрывается. Роман заканчивается описанием чудовищной бойни при подавлении восстания в Чикаго осенью 1917 года. Как становится известно из рукописи и примечаний к ним, в 1932 году в США состоялось второе крупнейшее восстание рабочих, однако оно также было жестоко подавлено. Эрнест был схвачен и казнён, следы Эвис (чья рукопись осталась незаконченной) затерялись. После описываемых событий прошло 700 лет, пока в результате многочисленных восстаний власть олигархии не пала и не наступила социалистическая эпоха Братства людей.

## Исследование олигархии
Романы про деловых людей сочинялись и прежде: о нравах дельцов писали и Бальзак, и Флобер, и Гюго, и, разумеется, Островский и Достоевский. Однако тема олигархии как политико-финансового конгломерата впервые прозвучала именно в «Железной пяте». И даже несмотря на то что сам по себе как сугубо жанровое, литературное творение роман не отличался художественными достоинствами, книга тем не менее обрела заслуженную репутацию национального бестселлера.
Однако признания «Железная пята» добилась лишь после 1933 года. Когда к власти в Германии пришли нацисты во главе с Гитлером, аналитики как в Америке, так и в Европе обратили внимание на то обстоятельство, что некоторые из общественных тенденций, в полной мере проявивших себя в реальной европейской политике того периода времени, были предсказаны в романе.
Наиболее основательно о достоинствах и недостатках «Железной пяты» высказался Джордж Оруэлл. В 1945 году он опубликовал очерк, в котором обстоятельно коснулся романа Джека Лондона. Отмечая стилистическую слабость повествования, Оруэлл в то же время оценил пророческие сентенции, содержавшиеся в сюжете романа:

«Железная пята» — неважная книга и содержащиеся в ней мрачные пророчества в целом не сбылись… Однако в некоторых отношениях он (Лондон) был гораздо более прав, чем все другие прорицатели; прав в силу той самой черты своего характера, благодаря которой он был хорошим рассказчиком и недостаточно последовательным социалистом.

## Параллели с реальным будущим
Некоторое количество упоминаемых в романе будущих событий имели параллели со случившимися в реальности. Так, в главе 13 рассказано о стремлении олигархии США к войне с Германией по десяткам причин, из-за чего 4 декабря 1912 года «немецкая эскадра, подойдя к Гонолулу, потопила три американских крейсера и таможенный катер и обстреляла город. На следующий день Германия и США объявили друг другу войну». Это расценивается как концептуальное совпадение с атакой японцев на Пёрл-Харбор 7 декабря 1941 года. Однако война была быстро подавлена забастовками в обеих странах, революции в России и Германии частично вызваны нежеланием продолжения Первой мировой войны. В 15-й главе упоминается стремление Японии к владычеству на континенте под прикрытием лозунга «Азия для азиатов» (Asia for the Asiatics). В главе 17 описывается, как в 1913 году американская буржуазия, желавшая разделаться с Социалистической партией, посредством своей агентуры взрывает здание Конгресса США, свалив вину на социалистов, после чего начинает террор против неё. В реальности подобная провокация, устроенная в 1933 году НСДАП, способствовала захвату власти, запрету Коммунистической партии Германии и репрессиям против неё. Весьма точно Лондон попал описанием жестокости подавления народных восстаний, например реальная битва у горы Блэр в августе 1921 года, в США. Шахтёры восстали против сверхэксплуатации олигархией, против убийств членов и предводителей профсоюзов. Однако олигархи против шахтёров использовали армию США. Восстание было жестоко подавлено артиллерией и авиабомбардировками.